# Kopřivák (potok)
Kopřivák (německy Ascher Graben) je potok v Pardubickém kraji v České republice. Je dlouhý přibližně 1,5 km.

## Průběh toku
Pramení na svahu hory Malý Sněžník v nadmořské výšce přibližně 1230 m. Pramen se nachází v zachovalé horské smrčině. Teče hlubokou roklí se strmými svahy dolů a přibírá několik dalších zdrojnic. V nadmořské výšce přibližně 800 m se vlévá jako pravostranný přítok do Moravy.

## Flóra
V nižších polohách se místy v okolí potoka dochovaly horské acidofilní bučiny, což jsou zde smíšené lesy tvořené smrkem ztepilým (Picea abies), bukem lesním (Fagus sylvatica) a na živnějších místech v rokli bývá přimíšen javor klen (Acer pseudoplatanus). Někde však byly tyto lesy přeměněny na kulturní smrčiny.